# Acaciella ciliata
Acaciella ciliata är en ärtväxtart som beskrevs av Nathaniel Lord Britton och Joseph Nelson Rose. Acaciella ciliata ingår i släktet Acaciella och familjen ärtväxter. Inga underarter finns listade i Catalogue of Life.